# Hawaiiterritoriet
Hawaiiterritoriet (engelska: Territory of Hawaii) var ett USA-territorium under perioden 14 juni 1900 – 21 augusti 1959. Hawaiiterritoriet bildades 1898 då USA annekterade den tidigare Republiken Hawaii och skapade Hawaiiterritoriet. Hawaiiterritoriet använde 1941–1944 krigslagar på grund av det pågående världskriget och en militärguvernör. Hawaiiterritoriet ersattes 1959 av delstaten Hawaii.

## Territoriets guvernörer
- Sanford B. Dole, republikan, (1900-1903)
- George R. Carter, republikan, (1903-1907)
- Walter F. Frear, republikan, (1907-1913)
- Lucius E. Pinkham, demokrat, (1913-1918)
- Charles J. McCarthy, demokrat, (1918-1921)
- Wallace R. Farrington, republikan, (1921-1929)
- Lawrence M. Judd, republikan, (1929-1934)
- Joseph B. Poindexter, demokrat, (1934-1942)
- Ingram M. Stainback, demokrat, (1942-1951)
- Oren E. Long, demokrat, (1951-1953)
- Samuel Wilder King, republikan, (1953-1957)
- William F. Quinn, republikan (1957-1959)

## Kongressdelegater
- Baldwin, Henry Alexander (1871-1946)
- Burns, John Anthony (1909-1975)
- Farrington, Joseph Rider (1897-1954)
- Farrington, Mary Elizabeth Pruett (1898-1984)
- Houston, Victor Stewart Kaleoaloha (1876-1959)
- Jarrett, William Paul (1877-1929)
- Kalanianaokinaole, Jonah Kuhio (1871-1922)
- King, Samuel Wilder (1886-1959)
- McCandless, Lincoln Loy (1859-1940)
- Wilcox, Robert William (1855-1903)

### Fotnoter
1. ↑  ”Hawaii” (på engelska). World Statesmen. http://www.worldstatesmen.org/US_states_F-K.html#Hawaii. Läst 20 juli 2015.
2. ↑   Hawaii Under army Rule. 10 april 2021. sid. 106
3. ↑  ”Interview with Greg Robinson, author of A Tragedy of Democracy: Japanese Confinement in North America”. web.archive.org. 16 november 2011. Arkiverad från originalet den 16 november 2011. https://web.archive.org/web/20111116141445/http://www.cup.columbia.edu/static/greg-robinson-interview. Läst 10 april 2021.